# KDE
KDE è una comunità internazionale la cui attività principale è lo sviluppo di Software Libero. Originariamente con "KDE" si denominava un ambiente desktop (K Desktop Environment), successivamente esso è stato chiamato KDE Plasma (incluso nella "KDE Software Compilation") e "KDE" è diventato il nome della comunità.
Questo cambio di denominazione ha avuto un riscontro concreto quando KDE 4 (quarta versione del DE) è stato "diviso" in tre parti nel passaggio alla versione 5: adesso si hanno infatti KDE Frameworks 5 (librerie), KDE Plasma e KDE Applications. Essi sono tra i principali software sviluppati da KDE. Alcuni dei suoi componenti sono: KDE Frameworks, un insieme di librerie modulari basate su Qt, KDE Plasma (precedentemente KDE Workspaces), un ambiente desktop molto completo e curato, orientato prevalentemente agli utenti con conoscenze basiche, per via della vasta configurabilità dell'ambiente e dei suoi programmi. Dalla versione 5 è basato su KDE Frameworks, mentre KDE Applications è un insieme di applicazioni basate su Qt e KDE Frameworks con ciclo di rilascio sincronizzato.
La "K" di KDE in origine stava per kool (la C di common era già utilizzata dal desktop environment CDE), ma successivamente si preferì rimuovere questo significato. La mascotte di KDE è Konqi, un drago antropomorfo. In precedenza, nella versione 2.x, era Kandalf, un mago con bacchetta magica.

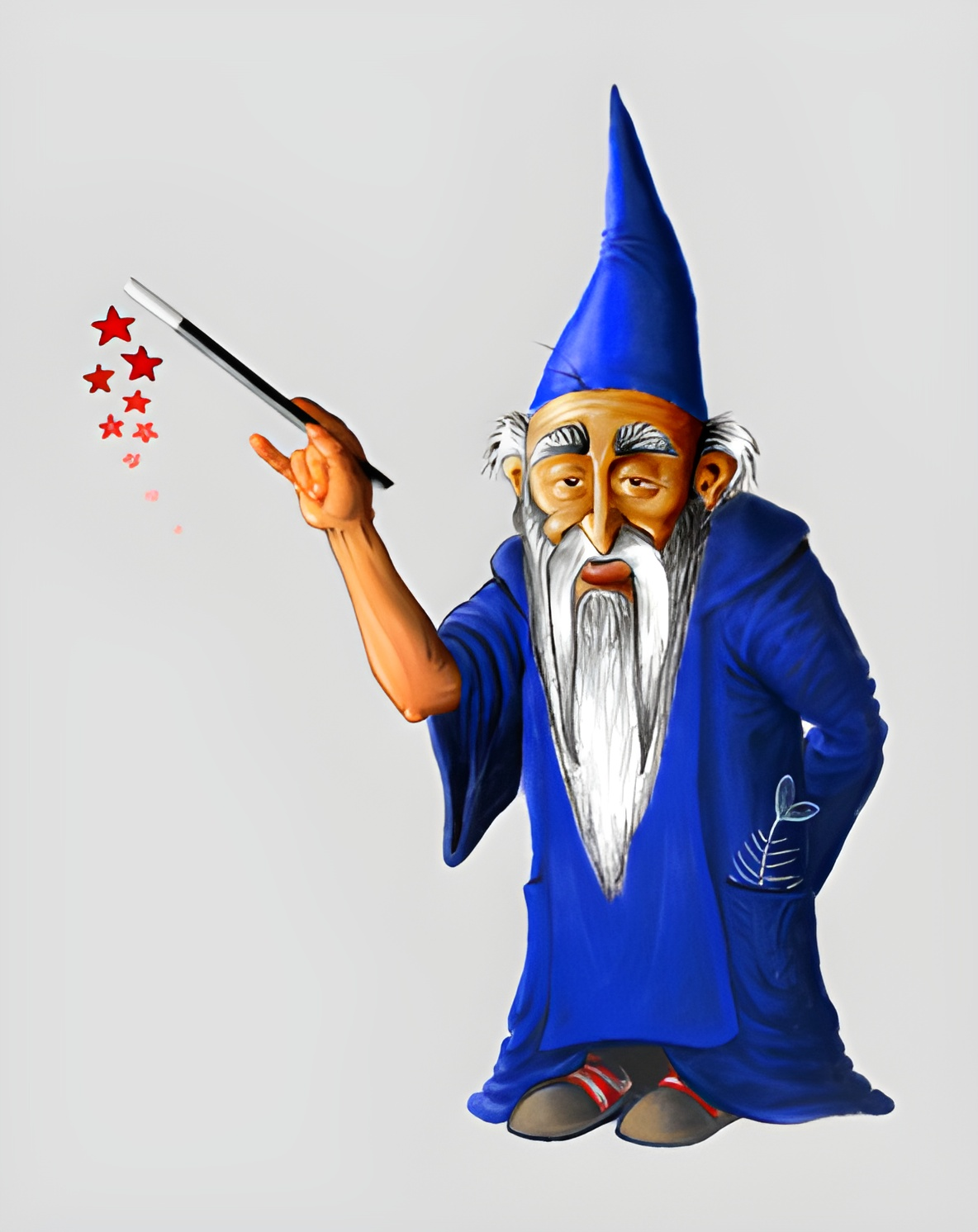
Kandalf il mago, mascotte utilizzata nelle versioni più antiche.

## Storia

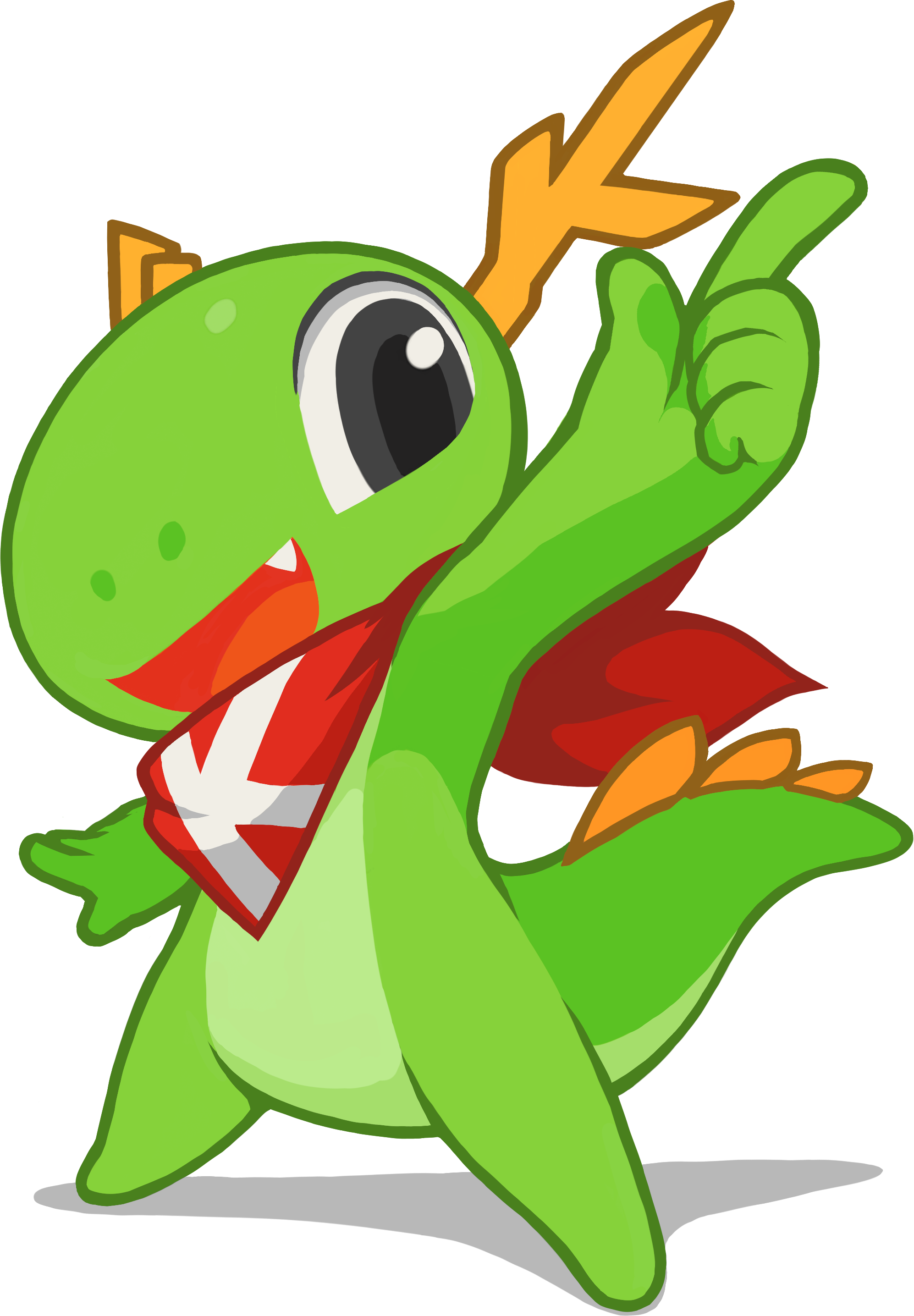
Konqi, la mascotte di KDE

Il progetto venne iniziato il 14 ottobre 1996 da Matthias Ettrich, uno studente all'Università di Tubinga, che trovava gli ambienti desktop per UNIX dell'epoca carenti sotto molti punti di vista. Tra le critiche c'era la constatazione che nessuna applicazione avesse un aspetto ed un comportamento simile. Altri programmatori, dopo aver letto l' annuncio (TXT). della nascita di KDE, parteciparono al progetto e in meno di un anno i programmatori arrivarono a quota 15.
Tuttavia non si fecero attendere le critiche da parte dei sostenitori del Free Software, che contestarono pesantemente la scelta del toolkit proprietario Qt come base del sistema KDE. Fu in conseguenza di ciò che nacque GNOME, un ambiente desktop che avrebbe dovuto fornire le stesse funzioni di KDE in un ambiente completamente libero. Nel 1998 venne distribuita la prima versione stabile di KDE, la 1.0. Nello stesso anno la casa produttrice delle librerie Qt, la norvegese Trolltech, decise di distribuire progressivamente il proprio prodotto come Open Source, sotto licenza GPL, ponendo così fine alla diatriba sopra descritta.
Nel frattempo aumentarono gli sviluppatori interessati al progetto KDE, così come le applicazioni ad esso correlate. L'arrivo di KDE 2 portò poi numerosi cambiamenti delle API. Il 1º agosto 2012 viene distribuita la versione 4.9, dedicata a Claire Lotion, una importante sviluppatrice deceduta. Il progetto conta oltre 4 milioni di righe di codice sorgente (per fare un paragone il kernel Linux versione 2.5 contava circa 3.7 milioni di righe di codice), 800 programmatori provenienti da tutto il mondo, 17 mirror del sito web e 106 mirror FTP (senza contare i mirror non ufficiali).

## Caratteristiche
La maggior parte del software sviluppato da KDE si basa sulle librerie Qt di Qt Software (distribuite con licenza LGPL) e funziona sulla maggior parte dei sistemi operativi di tipo Unix, come GNU/Linux, distribuzioni BSD ed esistono anche delle versioni funzionanti su Microsoft Windows e su macOS che sfruttano il layer di portabilità del toolkit Qt.
Le versioni di KDE (come DE) e di Qt fino alla 3 potevano funzionare su Windows solo grazie a programmi come Cygwin, mentre su macOS era necessaria la presenza di X11 installato nel sistema. Parte della KDE SC 4 è stata distribuita anche per Windows. Plasma ha visto nel suo ciclo di sviluppo in KDE SC una graduale porting in QML. Plasma 5 è stato riscritto con QML.
I programmi e le librerie di KDE sono distribuiti sotto le licenze GPL e LGPL. Come per analoghi progetti di Free e Open Source Software, KDE è aperta al contributo di chiunque sia interessato a partecipare, sia per la parte più propriamente informatica, di programmazione e sviluppo software, che per gli altri aspetti comunque fondamentali per un ambiente grafico, come la localizzazione dei programmi, la documentazione, la cura della grafica e delle icone e l'usabilità.

### Componenti
Alcuni dei componenti comuni ai software di KDE sono:
- Akonadi - struttura di memorizzazione tra le componenti PIM
- Calligra Suite - Software di produttività personale
- D-Bus - sistema di comunicazione tra i vari processi
- KHTML - motore HTML di Konqueror, il browser web "tuttofare" di KDE
- KDE Display Manager - gestore degli accessi
- KDE Input Output (KIO) - accede ai file, compresi quelli via rete in modo trasparente
- Kiosk - disattiva le caratteristiche di KDE per un ambiente più controllato
- KPart - struttura leggera dei componenti grafici
- KWin - gestisce le finestre e supporta nativamente effetti 3D avanzati
- KConfigXT - legge file XML e produce codice sorgente per gestire opzioni di configurazione
- Phonon - permette alle applicazioni di interfacciarsi con il server sonoro e quindi di riprodurre suoni
- Plasma - ambiente grafico per l'astrazione del desktop che include numerosi desktop widget e offre delle API per gli sviluppatori
- Qt - strumenti per interfacce grafiche multi piattaforma
- Solid - sistema d'interazione con i dispositivi hardware
- XMLGUI - consente di costruire interfacce grafiche come menù e barre degli strumenti partendo da file XML

### Pacchetti
A causa della grande dimensione, sia KDE 4 che il successore KDE 5 sono stati distribuiti sotto forma di pacchetti-categoria, col fine di semplificarne e rendere modulare l'installazione. Tra i pacchetti più importanti troviamo:
- kdeaccessibility - software per l'accessibilità
- kdeadmin - strumenti amministrativi per gestire macchine
- kdeartwork - pacchetto artistico
- kdebase - il desktop base e le applicazioni
- kdebase-runtime -
- kdebase-workspace -
- kdebindings -
- kdeedu - software educativi
- kdegames - giochi
- kdegraphics - strumenti per modificare la grafica
- kdelibs - librerie principali, contiene la maggior parte dell'architettura di KDE
- kdemultimedia - software multimediale
- kdenetwork - strumenti e software per la rete
- kdepim - gestione di informazioni personali e client email
- kdepimlibs -
- kdeplasmoids - widget per il desktop e per i pannelli
- kdesdk - strumenti per lo sviluppatore
- kdetoys - giochi
- kdeutils - utilità
- kdewebdev - sviluppo legato al web
- kde-i18n - internazionalizzazione per KDE

Ed inoltre:
- extragear - collezione di applicazioni supplementari per KDE (come K3b o Amarok) che usano un ciclo di release diverso da quello del resto delle KDE Applications
- playground - collezione di applicazioni supplementari per KDE

### Applicazioni principali
Per una lista completa, vedi la lista di applicazioni di KDE. Tra le applicazioni per KDE troviamo:
- Amarok - Player musicale
- Dolphin - Gestore file
- Dragon Player - Player video
- K3b - Applicazione per la scrittura di CD e DVD
- Kate - Editor di testo
- KDevelop - Integrated development environment (IDE)
- KMail - Client di posta elettronica
- Konsole - Emulatore di terminale
- Kopete - Programma di Instant messaging
- Konqueror - Browser web che sfrutta la tecnologia KHTML
- KPhone - Messenger che sfrutta il protocollo VoIP
- KPresenter - Applicazione per le presentazioni
- KSpread - Spreadsheet
- KWord - Word processor
- KWrite - Editor di testo snello con evidenziazione sintassi ed altre funzionalità
- Okular - Visualizzatore universale di documenti

### Giochi
- Bomber – arcade
- Bovo – gioco da tavolo del tipo forza cinque
- Granatier – clone di Bomberman
- Kajongg – gioco da tavolo Mahjong. Può essere giocato contro robots o multigiocatore sulla rete.
- Kapman – clone di Pac-Man
- KAtomic – clone del gioco commerciale Atomix di inizio 1990
- KBattleship – gioco nello stile di battaglia navale
- KBlackbox – gioco di logica Black–box
- KBlocks – clone di Tetris
- KBounce – clone di JezzBall
- KBreakout – un gioco del tipo rompimuro
- KDiamond – un gioco del tipo Bejeweled
- KFourInLine – gioco da tavolo del tipo forza quattro
- KGoldrunner – gioco rompicapo
- Kigo – gioco da tavolo del tipo Go
- Kiriki – gioco del tipo Yahtzee
- KJumpingCube – gioco da tavolo
- KMahjongg – solitario del tipo Mahjong
- KMines – gioco del campo minato
- KNetWalk – gioco rompicapo
- Knights – gioco degli scacchi
- Kolf – gioco del Golf
- Kollision – gioco di destrezza
- GNUlactic Konquest – gioco di strategia galattico
- KPatience – gioco di carte Patience
- KReversi – gioco Othello/Reversi
- KShisen
- KsirK
- KSpaceDuel
- KSquares
- KSudoku: gioco del Sudoku
- KTron
- KTuberling: gioco dell'uomo patata con diverse varianti
- Kubrick
- LsKat
- Palapeli: puzzle

## Organizzazione del progetto

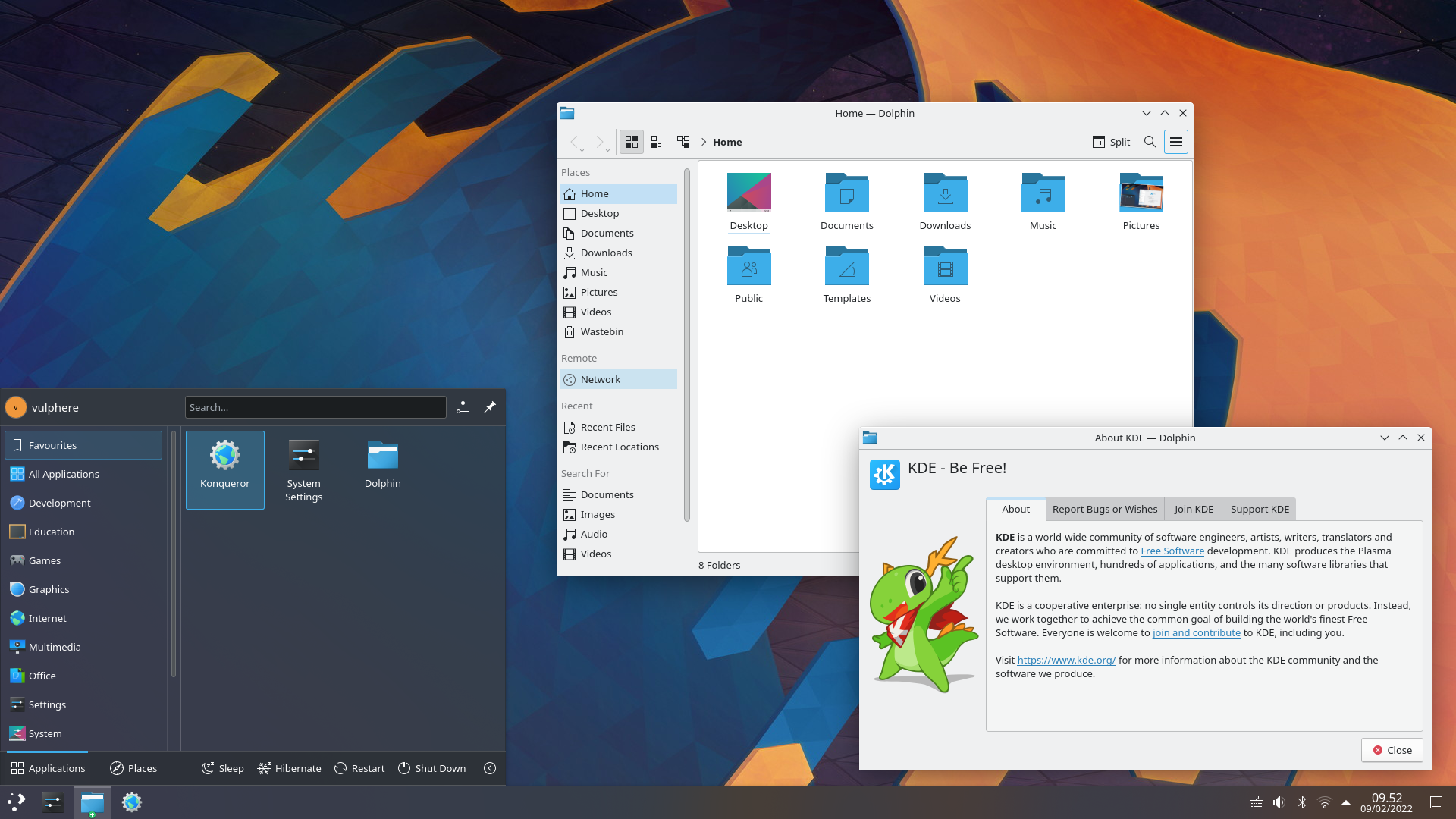
KDE Plasma 5.24

Proprio come per altri progetti open source/free software, KDE sviluppa soprattutto grazie al contributo di volontari, anche se varie aziende come Novell (SUSE), Trolltech (Qt) e Mandriva impiegano sviluppatori per lavorare al progetto. L'organizzazione è molto complessa in quanto molte persone contribuiscono in vari modi (per esempio curando le traduzioni e l'aspetto grafico o la scrittura di codice vero e proprio). Le decisioni e i problemi vengono discussi in varie mailing list.
Tuttavia le grandi decisioni (come le date di distribuzione di nuove versioni o l'inclusione di nuove applicazioni) vengono decise dai core developers, sviluppatori che hanno contribuito molto al progetto in un lungo periodo di tempo.
Anche se gli sviluppatori e gli utenti vengono da tutto il mondo, KDE ha una base in Germania. I web server sono installati nell'università di Tübingen e Kaiserslautern, un'organizzazione non-profit tedesca che detiene il marchio di fabbrica su "KDE". Inoltre le conferenze spesso sono tenute in Germania.

### Versioni e ciclo di sviluppo
Fino alla versione 4 di KDE (ambiente desktop) tutto l'intero parco software veniva distribuito insieme. La decisione di dividere il successore di KDE 4 in tre parti principali è stata presa anche per consentire diversi cicli di sviluppo ad ogni tipologia di software: Frameworks viene distribuito ogni mese circa (5.0, 5.1, ...), KDE Workspaces una versione ogni 3 mesi (5.0, 5.1, ...) e KDE Applications ogni 4 mesi circa con numerazione anno.mese (15.04 è stata la prima).

### Versioni principali di KDE (come DE) e aggiornamenti
Sono state distribuite 5 versioni principali di KDE inteso come ambiente desktop. Tra parentesi sono segnalati gli aggiornamenti resi disponibili per ogni versione.
- K Desktop Environment 1 (1.0, 1.1)
- K Desktop Environment 2 (2.0, 2.1, 2.2)
- K Desktop Environment 3 (3.0, 3.1, 3.2, 3.3, 3.4, 3.5)
- KDE Plasma 4 (4.0, 4.1, 4.2, 4.3, 4.4, 4.5, 4.6, 4.7, 4.8, 4.9, 4.10, 4.11, 4.12, 4.13, 4.14)
- KDE Plasma 5 (5.0, 5.1, 5.2, 5.3, 5.4, 5.5, 5.6, 5.7, 5.8, 5.9, 5.10, 5.11, 5.12, 5.13, 5.14, 5.15, 5.16, 5.17, 5.18, 5.19, 5.20, 5.21, 5.22, 5.23, 5.24, 5.25, 5.26, 5.27)

Per ogni aggiornamento sono presenti ulteriori aggiornamenti minori, dove normalmente non vengono aggiunte nuove funzioni. Tipicamente segnalati con tre numeri (ad esempio 1.1.1) sono incentrati esclusivamente sulla correzione di bug, problemi di minor importanza e piccoli miglioramenti di usabilità.

## Distribuzioni GNU/Linux che utilizzano i software di KDE
Insieme a GNOME, altro ambiente desktop molto diffuso nelle distribuzioni GNU/Linux e nei sistemi operativi Unix-like, KDE Plasma è tra i DE più completi e ricchi di effetti grafici, caratterizzato da un aspetto molto curato, da un elevato grado di usabilità e ampie possibilità di personalizzazione. Grazie a tali caratteristiche, questo ambiente viene installato di default in numerose distribuzioni GNU/Linux, soprattutto in quelle orientate all'utenza desktop, come ad esempio Mandriva Linux, SUSE, OpenSUSE, PCLinuxOS e Kubuntu.
Esiste anche un sistema operativo mantenuto dalla comunità di KDE e basato su Ubuntu chiamato KDE Neon.
Di seguito è riportato un elenco di distribuzioni che includono in modo predefinito l'ambiente desktop KDE Plasma.
| Nome              | Distribuzione base                  |
| ----------------- | ----------------------------------- |
| Chakra            | Arch Linux                          |
| openSUSE          | SUSE Linux                          |
| Fedora KDE        | Red Hat Linux                       |
| Linux Mint KDE    | Kubuntu                             |
| Kubuntu           | Ubuntu                              |
| PCLinuxOS         | ex Mandriva Linux, ora indipendente |
| Sabayon Linux     | Gentoo                              |
| Mandriva Linux    | Red Hat Linux                       |
| Aurox             | Fedora                              |
| BackTrack         | ex SLAX, ora Ubuntu                 |
| Debian GNU/Linux  | Debian GNU/Linux                    |
| Edubuntu KDE      | Edubuntu                            |
| Famelix           | Debian GNU/Linux, Knoppix e Kurumin |
| Freespire         | Linspire                            |
| Galinux           | SLAX                                |
| KadedeOS          | Kubuntu                             |
| Kanotix           | Knoppix                             |
| Kurumin           | Knoppix                             |
| Linspire          | Kubuntu                             |
| MEPIS             | Debian GNU/Linux                    |
| Pardus            | Pardus                              |
| aptosid, ex sidux | Debian GNU/Linux                    |
| SLAX              | Slackware                           |
| SUSE Linux        | Slackware                           |
| Urli              | Kubuntu                             |
| VectorLinux       | Slackware                           |
| VENENUX GNU/Linux | Debian GNU/Linux                    |
| Xandros           | Debian GNU/Linux                    |
| KaOS              | Arch Linux                          |
| Netrunner         | Manjaro Linux, Kubuntu              |

## Cronologia delle versioni
| Versione     | Data             | Informazioni | Versioni minori                                                                 |
| ------------ | ---------------- | --- | ------------------------------------------------------------------------------- |
|              | 14 ottobre 1996  | Annuncio (TXT). della fondazione di KDE. |                                                                                 |
| 1.0.         | 12 luglio 1998   | Prima release stabile di KDE. |                                                                                 |
| 1.1          | 6 febbraio 1999  | Prima sottoversione di KDE 1. | 1.1.1., 1.1.2.                                                                  |
| KDE 2        |                  | |                                                                                 |
| 2.0.         | 23 ottobre 2000  | Larga rivisitazione dell'interfaccia utente, aggiunta di nuovi temi grafici, introduzione del file manager Konqueror, versione iniziale di KOffice, Centro di assistenza KDE, introduzione delle tecnologie KParts e KIO, sistema di comunicazione processi DCOP, nuovo window manager Kwin, nuovo server sonoro aRts, XMLGUI. | 2.0.1.                                                                          |
| 2.1.         | 26 febbraio 2001 | Miglioramento del Centro di controllo, icone standard passate da 32x32 a 34x34 pixel, nuovi effetti grafici per le icone, explorer di rete simile a Risorse di Rete di Windows, miglioramenti vari a Kicker, aRts, KIO e altre applicazioni, lettore multimediale Noatun. | 2.1.1., 2.1.2.                                                                  |
| 2.2.         | 15 agosto 2001   | Miglioramento delle prestazioni di avvio, miglioramenti vari alle icone, migliore rendering HTML e JavaScript, nuovi plugin per Konqueror, supporto IMAP per KMail, supporto nativo iCalendar per KOrganizer. | 2.2.1., 2.2.2.                                                                  |
| KDE 3        |                  | |                                                                                 |
| 3.0.         | 3 aprile 2002    | Nuovo framework per la stampa KDEPrint, migliorato e ampliato il supporto di Konqueror per gli standard Web, nuove versioni di KMail e KOffice, nuovo video player aKtion!, supporto di 50 lingue, miglioramenti e aggiornamenti vari a librerie e componenti base di KDE, miglioramento delle funzionalità di rete di KIOSlave. | 3.0.1., 3.0.2., 3.0.3., 3.0.4., 3.0.5., 3.0.5a.                                 |
| 3.1.         | 28 gennaio 2003  | Nuovo tema grafico di default Keramik e nuovo tema di icone di default Crystal, miglioramento della sicurezza di KMail, supporto del protocollo LDAP per il framework PIM di KDE, supporto alla funzionalità di Desktop Remoto, introduzione dei tab in Konqueror, download manager KGet. | 3.1.1., 3.1.2., 3.1.3., 3.1.4., 3.1.5.                                          |
| 3.2.         | 3 febbraio 2004  | Miglioramento delle prestazioni, migliore supporto degli standard Free Desktop, diversi bugfix aggiunti, nuovo tema grafico Plastik, nuovi temi di icone, nuovi splash screen, nuove opzioni di personalizzazione grafica dell'interfaccia, music player JuK, Instant Messenger Kopete, programma di cifratura KGPG, introduzione di Kontact. | 3.2.1., 3.2.2., 3.2.3.                                                          |
| 3.3.         | 19 agosto 2004   | Nuova applet del Centro di controllo KDE per la configurazione dei temi grafici, il programma grafico KolourPaint rimpiazza KPaint, integrazione di Kontact con Kolab e KPilot, miglioramenti vari a Konqueror, miglioramenti vari all'Instant Messenging. | 3.3.1., 3.3.2.                                                                  |
| 3.4.         | 16 marzo 2005    | Nuovo sistema di text-to-speech integrato nell'interfaccia utente, Cestino ridisegnato e più flessibile, esteso il supporto protocolli di Kopete, miglioramenti al supporto CSS di KHTML, migliorato il look di Kicker, nuovo stile grafico ad alto contrasto, archiviatore di password KWallet, funzionalità di JuK per scaricare le copertine degli album in riproduzione via Internet, funzionalità per la sincronizzazione tra due PC, possibilità di usare immagini SVG come sfondi del desktop, più di 6500 bugfix inclusi.           | 3.4.1., 3.4.2., 3.4.3.                                                          |
| 3.5.         | 29 novembre 2005 | Funzionalità di autoplay per le unità rimovibili, gestore di applet per Kicker, gestore di widget SuperKaramba, corretta aderenza di Konqueror agli standard Web, miglioramenti grafici e funzionali del pager, funzionalità di Konqueror per il filtraggio della pubblicità sulle pagine Web, maggiore supporto di Kopete per le webcam, nuove applicazioni edutainment. | 3.5.1., 3.5.2., 3.5.3., 3.5.4., 3.5.5., 3.5.6., 3.5.7., 3.5.8., 3.5.9., 3.5.10. |
| KDE 4        |                  | |                                                                                 |
| 4.0.         | 11 gennaio 2008  | Nuova interfaccia utente Plasma, nuovo file manager Dolphin, semplificazione dell'interfaccia principale del Centro di controllo, framework di interagibilità hardware-applicazioni Solid, framework di interazione applicazioni-sottosistema audio Phonon, potenziamento di KHTML, nuovo tema di icone predefinito Oxygen, gestore integrato di effetti grafici 3D, nuovo lettore PDF Okular, rivisitazione grafica dei giochi, migliore utilizzo delle risorse di sistema. Introduzione di nepomuk, un progetto per il desktop semantico. | 4.0.1., 4.0.2., 4.0.3., 4.0.4., 4.0.5.                                          |
| 4.1.         | 29 luglio 2008   | Sostanziale miglioramento della maturità e della completezza del pacchetto, miglioramento e perfezionamento della veste grafica, eliminazione delle icone sul desktop e introduzione di Folder View, nuovi effetti grafici, nuovo strumento di personalizzazione del pannello, ottimizzazione di KHTML, reintroduzione di KDE-PIM, player video Dragon Player, miglioramenti e potenziamenti vari a diverse applicazioni KDE. | 4.1.1., 4.1.2., 4.1.3.                                                          |
| 4.2.         | 27 gennaio 2009  | Prima versione di KDE 4 considerata pronta per gli utenti finali. | 4.2.1., 4.2.2., 4.2.3., 4.2.4.                                                  |
| 4.3.         | 4 agosto 2009    | Miglioramenti per l'esperienza utente. Migliorata la stabilità di molti programmi. Corretti oltre 10000 bug e introdotte più di 2000 novità. | 4.3.1., 4.3.2., 4.3.3., 4.3.4., 4.3.5.                                          |
| 4.4.         | 9 febbraio 2010  | Tra le novità principali KAuth, innovativo framework di autenticazione e nuove caratteristiche per interagire con i social network. Sono stati eliminati più di 7293 bug e risolte almeno 1433 imperfezioni e problemi segnalati dall'utenza. | 4.4.1., 4.4.2., 4.4.3., 4.4.4., 4.4.5.                                          |
| 4.5.         | 10 agosto 2010   | Questa release introduce molti miglioramenti nella stabilità e nelle prestazioni. Il nuovo KSharedDataCache è ottimizzato per l'accesso rapido alle risorse memorizzate sul disco, come le icone. La nuova libreria KDE WebKit offre l'integrazione con le impostazioni di rete, memorizzazione delle password e molte altre novità si trovano in Konqueror. | 4.5.1., 4.5.2., 4.5.3., 4.5.4., 4.5.5.                                          |
| 4.6.         | 26 gennaio 2011  | | 4.6.1., 4.6.2., 4.6.3., 4.6.4., 4.6.5.                                          |
| 4.7.         | 27 luglio 2011   | | 4.7.1., 4.7.2., 4.7.3., 4.7.4.                                                  |
| 4.8.         | 25 gennaio 2012  | Ottimizzazione di KWin, riscrittura della gestione energetica e integrazione con le Attività; gestione dei file più veloce e scalabile. | 4.8.1., 4.8.2., 4.8.3., 4.8.4., 4.8.5.                                          |
| 4.9.         | 1º agosto 2012   | Aggiornamento di KDE Plasma Workspace con miglioramenti al file manager Dolphin, Konsole e KWin, nuove applicazioni KDE, e miglioramento del networking. | 4.9.1., 4.9.2., 4.9.3., 4.9.4., 4.9.5.                                          |
| 4.10.        | 6 febbraio 2013  | Nuova release degli spazi di lavoro Plasma (Workspaces), delle applicazioni (Applications) e della piattaforma di sviluppo (Development Platform). | 4.10.1., 4.10.2., 4.10.3., 4.10.4., 4.10.5.                                     |
| 4.11.        | 14 agosto 2013   | La nuova versione 4.11 degli spazi di lavoro Plasma (Plasma Workspaces) sarà supportata a lungo per permettere la transizione a Frameworks 5. | 4.11.1., 4.11.2., 4.11.3.                                                       |
| 4.12.        | 18 dicembre 2013 | | 4.12.1., 4.12.2., 4.12.3.                                                       |
| 4.13.        | 16 aprile 2014   | | 4.13.1., 4.13.2., 4.13.3.                                                       |
| 4.14.        | 20 agosto 2014   | | 4.14.1., 4.14.2., 4.14.3.                                                       |
| KDE Plasma 5 |                  | |                                                                                 |
| 5.0.         | 15 luglio 2014   | | 5.0.1., 5.0.2.                                                                  |
| 5.1.         | 15 ottobre 2014  | | 5.1.1., 5.1.2.                                                                  |
| 5.2.         | 27 gennaio 2015  | | 5.2.1., 5.2.2.                                                                  |
| 5.3.         | 28 aprile 2015   | | 5.3.1., 5.3.2.                                                                  |
| 5.4.         | 25 agosto 2015   | | 5.4.1. 5.4.2. 5.4.3.                                                            |
| 5.5.         | 8 dicembre 2015  | | 5.5.1. 5.5.2. 5.5.3. 5.5.4. 5.5.5.                                              |
| 5.6.         | 22 marzo 2016    | | 5.6.1. 5.6.2. 5.6.3. 5.6.4. 5.6.5.                                              |
| 5.7.         | 14 giugno 2016   | | 5.7.1. 5.7.2. 5.7.3. 5.7.4. 5.7.5.                                              |
| 5.8.         | 4 ottobre 2016   | | 5.8.1. 5.8.2. 5.8.3. 5.8.4. 5.8.5. 5.8.6. 5.8.7. 5.8.8. 5.8.9.                  |
| 5.9.         | 31 gennaio 2017  | | 5.9.1. 5.9.2. 5.9.3. 5.9.4. 5.9.5.                                              |
| 5.10.        | 30 maggio 2017   | | 5.10.1. 5.10.2. 5.10.3. 5.10.4. 5.10.5.                                         |
| 5.11.        | 10 ottobre 2017  | | 5.11.1. 5.11.2. 5.11.3. 5.11.4. 5.11.5.                                         |
| 5.12.        | 6 febbraio 2018  | | 5.12.1. 5.12.2. 5.12.3. 5.12.4. 5.12.5.                                         |
| 5.13.        | 12 giugno 2018   | | 5.13.1. 5.13.2. 5.13.3. 5.13.4. 5.13.5.                                         |